# جامليجه (أديامان)
جامليجه (بالكردية: Dol‏) (بالتركية: Çamlıca)‏ هي قرية كرديّة رشوانيّة تتبع إداريّاً لمديرية أديامان في محافظة أديامان التركية الواقعة في جنوب شرق الأناضول. وبلغ عدد سكانها 210 نسمة في عام 2021.